# Diocesi di Vico di Aterio
La diocesi di Vico di Aterio (in latino Dioecesis Vico-Ateriensis) è una sede soppressa e sede titolare della Chiesa cattolica.

## Storia
Vico di Aterio, identificabile con Bir-El-Ater nell'odierna Tunisia, è un'antica sede episcopale della provincia romana di Bizacena.
Sono tre i vescovi documentati di questa diocesi africana. Alla conferenza di Cartagine del 411, che vide riuniti assieme i vescovi cattolici e donatisti dell'Africa romana, prese parte il donatista Rogaziano; la sede non aveva in quell'occasione un vescovo cattolico. Secondo Mesnage, questo vescovo è lo stesso Rogaziano che partecipò al concilio di Cabarsussi, tenuto nel 393 dai massimianisti, setta dissidente dei donatisti, e ne firmò gli atti, ma senza l'indicazione della sede di appartenenza. Mandouze lo assegna invece, con il beneficio del dubbio, alla diocesi di Villamagna di Tripolitania.
Il nome di Pacato figura al 92º posto nella lista dei vescovi della Bizacena convocati a Cartagine dal re vandalo Unerico nel 484; Pacato, come tutti gli altri vescovi cattolici africani, fu condannato all'esilio.
Nella relazione che l'abate Pietro presentò a Bonifacio durante il concilio di Cartagine del 525, si accenna ad un vescovo di Vico Aterio (Vicoateriensis ecclesiae episcopi), senza tuttavia menzionare il suo nome.
Infine Ebasio sottoscrisse la lettera sinodale dei vescovi della Bizacena riuniti in concilio nel 646 per condannare il monotelismo e indirizzata all'imperatore Costante II.
Dal 1933 Vico di Aterio è annoverata tra le sedi vescovili titolari della Chiesa cattolica; la sede è vacante dal 17 ottobre 2022.

## Cronotassi

### Vescovi residenti
- Rogaziano † (menzionato nel 411) (vescovo donatista)

- Pacato † (menzionato nel 484)
- Anonimo † (menzionato nel 525)
- Ebasio † (menzionato nel 646)

### Vescovi titolari
- James Joseph Sweeney † (6 marzo 1968 - 20 giugno 1968 deceduto)
- Matthias Dionys Albert Paul Defregger † (3 luglio 1968 - 23 luglio 1995 deceduto)
- Franz Vorrath † (22 novembre 1995 - 17 ottobre 2022 deceduto)